# Hibbertia riparia
Hibbertia riparia är en tvåhjärtbladig växtart som först beskrevs av Robert Brown och Dc., och fick sitt nu gällande namn av Hoogland. Hibbertia riparia ingår i släktet Hibbertia och familjen Dilleniaceae. Inga underarter finns listade i Catalogue of Life.